# Epipactis atrorubens
L'elleborina violacea (Epipactis atrorubens (Hoffm.) Besser, 1809) è una piccola pianta erbacea perenne dai fiori purpurei o violetti, appartenente alla famiglia delle Orchidacee.

## Etimologia
Il termine Epipactis si trova per la prima volta negli scritti di Dioscoride Pedanio (Anazarbe in Cilicia, 40 circa - 90 circa) che fu un medico, botanico e farmacista greco antico che esercitò a Roma ai tempi dell'imperatore Nerone. L'origine di questo termine è sicuramente greca, ma l'etimologia esatta ci rimane oscura (qualche testo lo traduce con “crescere sopra”). Sembra comunque che in origine sia stato usato per alcune specie del genere Helleborus. L'epiteto specifico (atrorubens = rosso-scuro) fa riferimento al particolare colore dei fiori di queste piante.
La specie fu descritta inizialmente da Johann Centurius Hoffmann Graf von Hoffmannsegg (Dresda, 23 agosto 1766 – Dresda, 13 dicembre 1849) botanico, entomologo ed ornitologo tedesco; in seguito il lavoro fu completato dal botanico polacco-austriaco Wilibald Swibert Joseph Gottlieb von Besser (1784-1842) in una pubblicazione del 1809.
In lingua tedesca questa pianta si chiama Braunrote Sumpfwurz; in francese si chiama Epipactis pourpre noirâtre; in inglese si chiama Dark red Helleborine.

## Descrizione

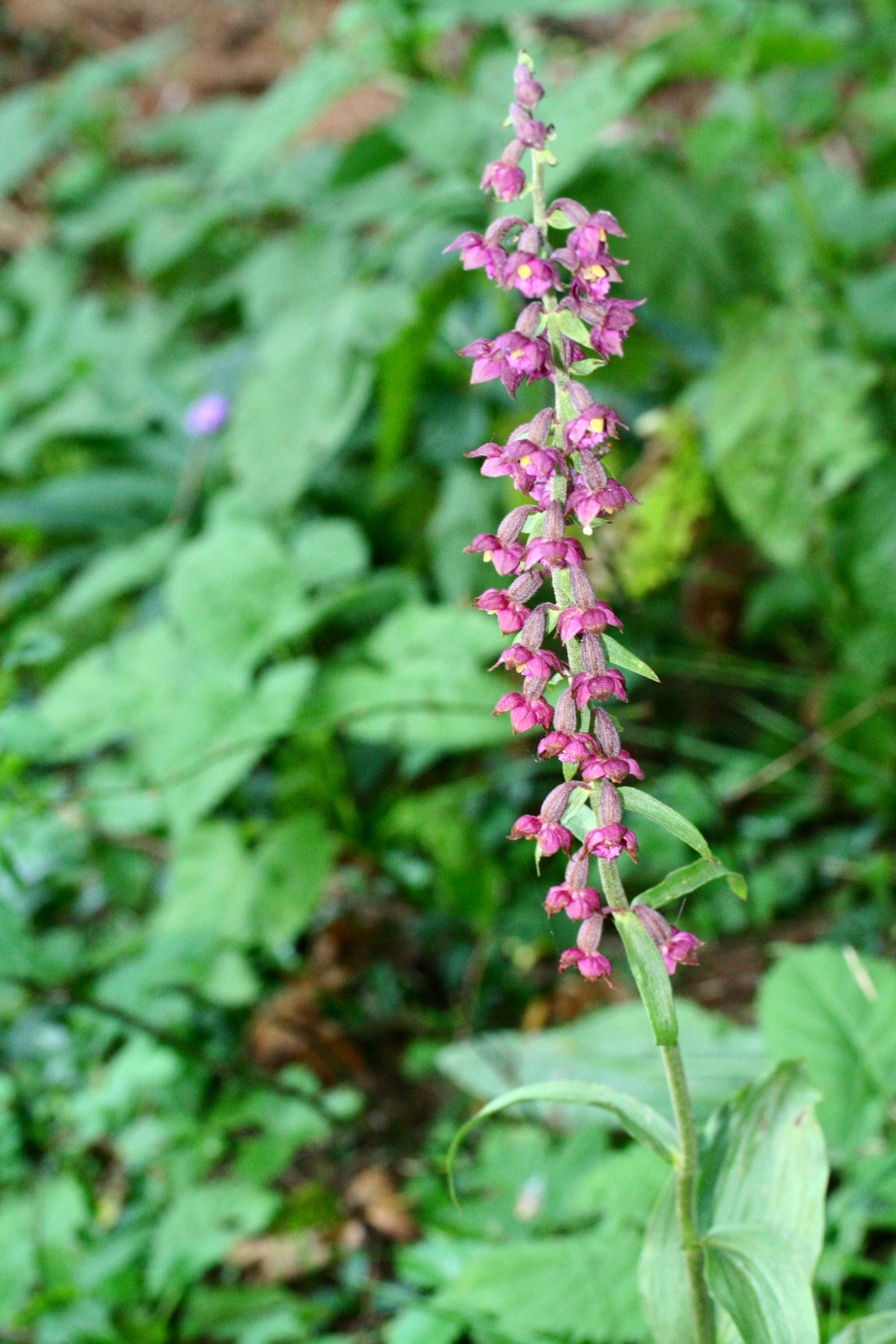
Il portamento. Località: Valmorel, Limana (BL), 800 m s.l.m. - 22-05-2007

È una pianta erbacea perenne alta normalmente da 20 a 80 cm (minimo 15 cm, massimo 100 cm). La forma biologica di questa orchidea è geofita rizomatosa (G rizh), ossia è una piante con un particolare fusto sotterraneo, detto rizoma, che ogni anno si rigenera con nuove radici e fusti avventizi. Queste piante, contrariamente ad altri generi delle orchidee, non sono “epifite”, ossia non vivono a spese di altri vegetali di maggiori proporzioni (hanno cioè un proprio rizoma).

### Radici
Radici secondarie da rizoma piuttosto carnose.

### Fusto
- Parte ipogea: la parte sotterranea consiste in un rizoma orizzontale a sezione cilindrica.
- Parte epigea: la parte aerea è fogliosa, eretta (un po' sinuosa) e semplice e di sezione cilindrica. La parte superiore è finemente pubescente e lievemente arrossata, mentre quella basale è glabra con alcune squame violacee.

### Foglie

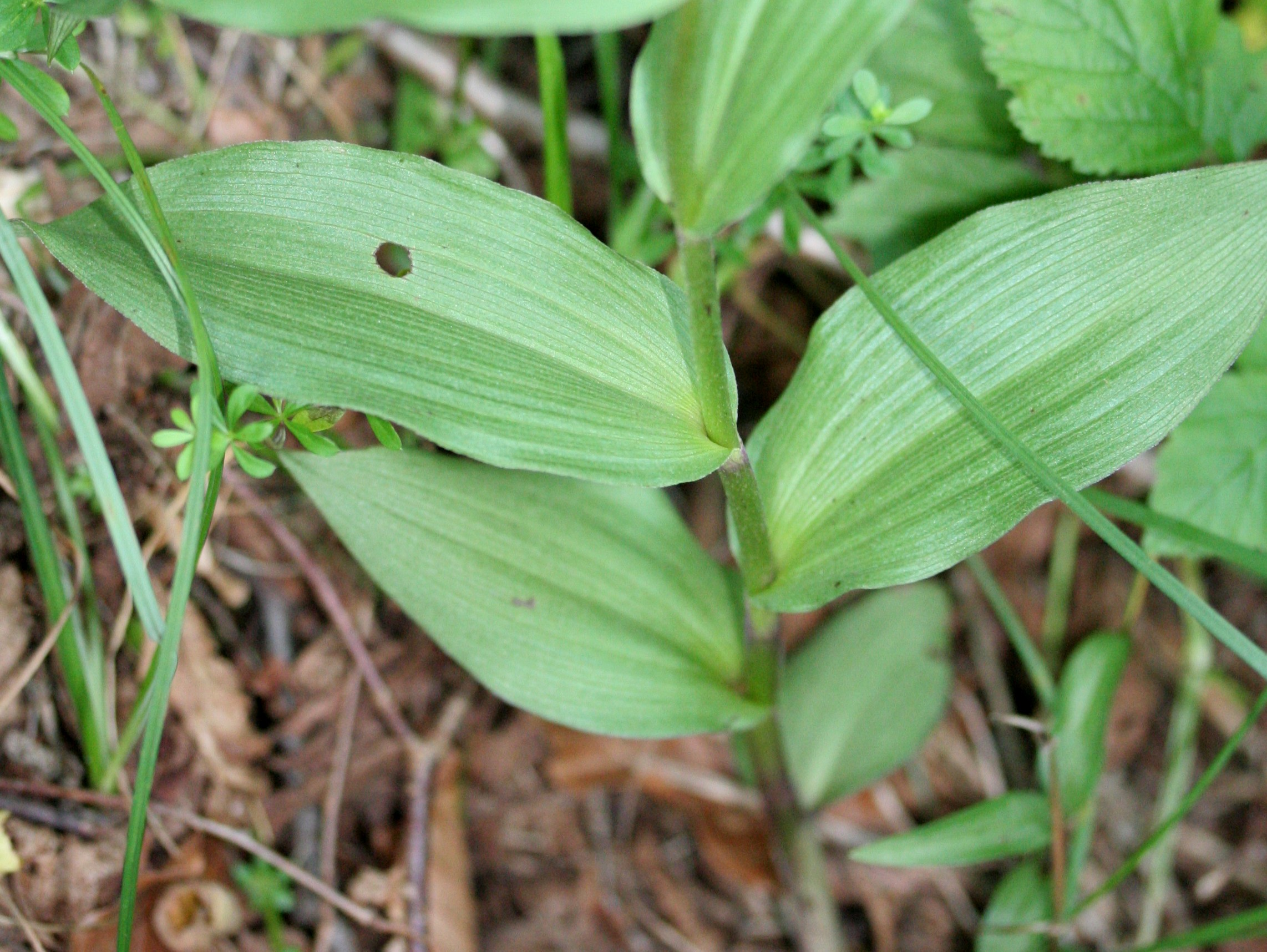
Le foglie
Località: Pranolz, Trichiana (BL), 733 m s.l.m. - 14/07/2008

Le foglie sono intere a forma ovato-lanceolata (sono più larghe quelle inferiori mentre sono più strette quelle superiori), sono inoltre sessili, ma anche amplessicauli e carenate centralmente. La disposizione delle foglie è distica. Ogni pianta mediamente possiede da 6 a 11 foglie. La superficie delle foglie si presenta con diverse nervature parallele, ed è colorata di verde scuro. Dimensione delle foglie medie: larghezza 2 – 5 cm; lunghezza 6 – 9 cm.

### Infiorescenza

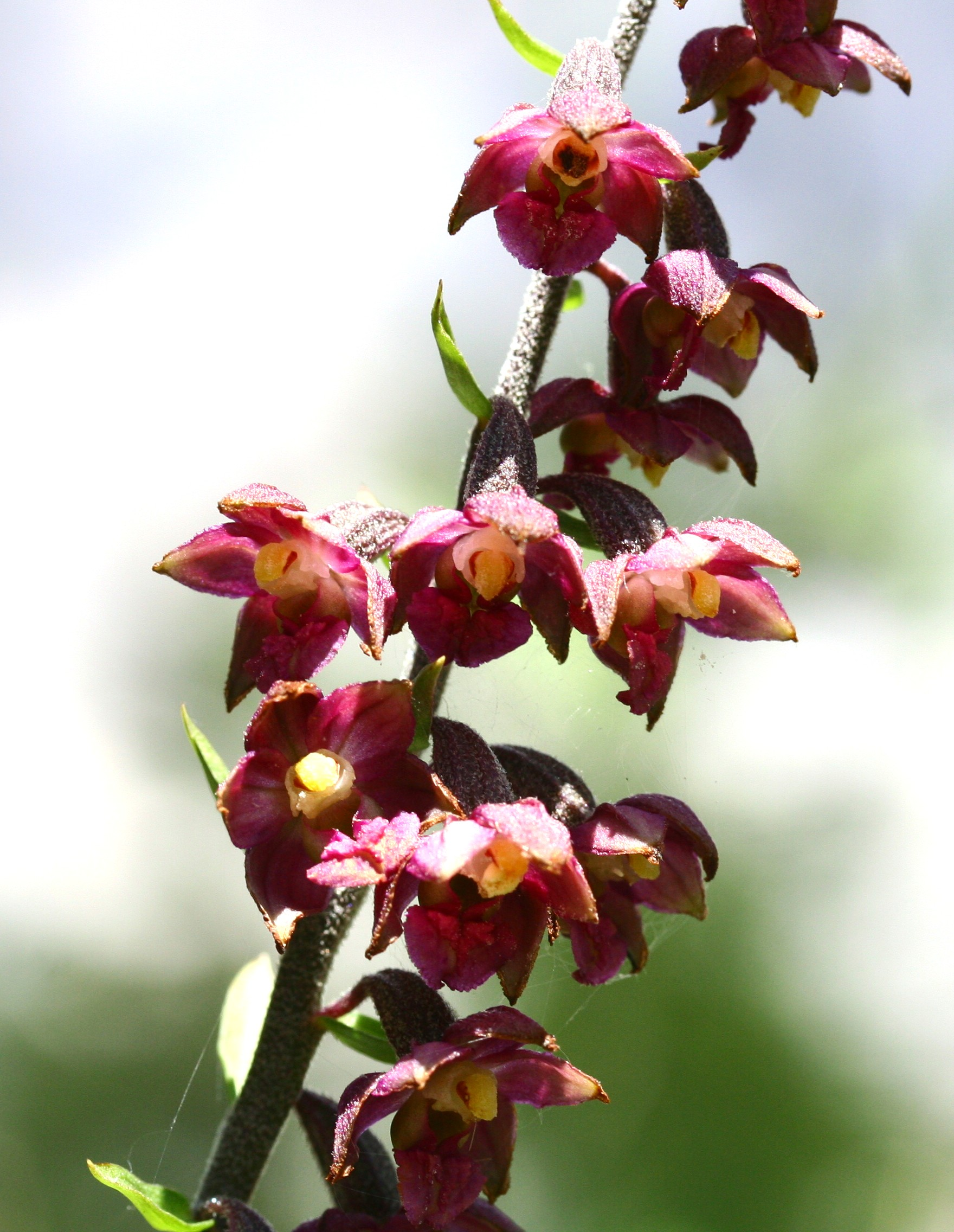
Infiorescenza. Località: Giardino Alpino "Antonio Segni" (loc. Rifugio Vazzoler) Taibon Agordino (BL), 1714 m s.l.m. - 01/08/2007

L'infiorescenza è un racemo terminale e lineare con fiori (da 10 a 30 e più) penduli (o inclinati, o orizzontali) e pedicellati; la disposizione è leggermente unilaterale. Alla base del pedicello di ogni fiore sono presenti delle brattee erbacee a forma lanceolata. I fiori sono resupinati, ruotati cioè sottosopra tramite torsione del pedicello (e non dell'ovario come nel genere Cephalanthera). Tutta l'infiorescenza è pelosa. Dimensione delle brattee inferiori: larghezza 2 mm; lunghezza 15 mm. Dimensione delle brattee superiori: lunghezza 7 – 8 mm.

### Fiore

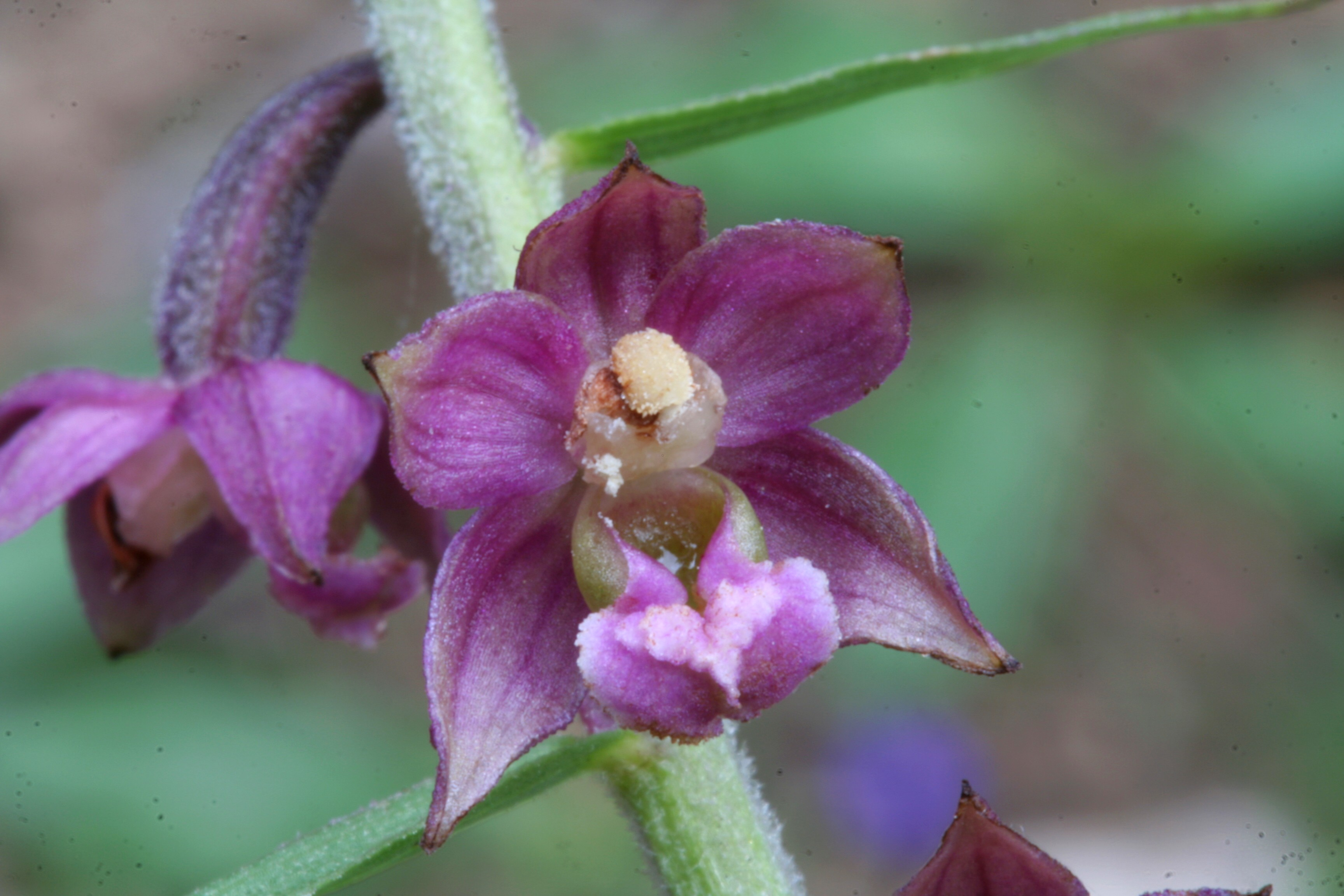
Il fiore. Località: Cortina (BL), 1.400 m s.l.m. - 27/07/2008

I fiori sono ermafroditi ed irregolarmente zigomorfi, pentaciclici (perigonio a 2 verticilli di tepali, 2 verticilli di stami, 1 verticillo dello stilo). I fiori all'esterno hanno un colore purpureo o violetto. I fiori profumano di vaniglia. Dimensione dei fiori: 10 – 15 mm.
- Formula fiorale: per queste piante viene indicata la seguente formula fiorale:

P 3+3, [A 1, G (3)] (infero)

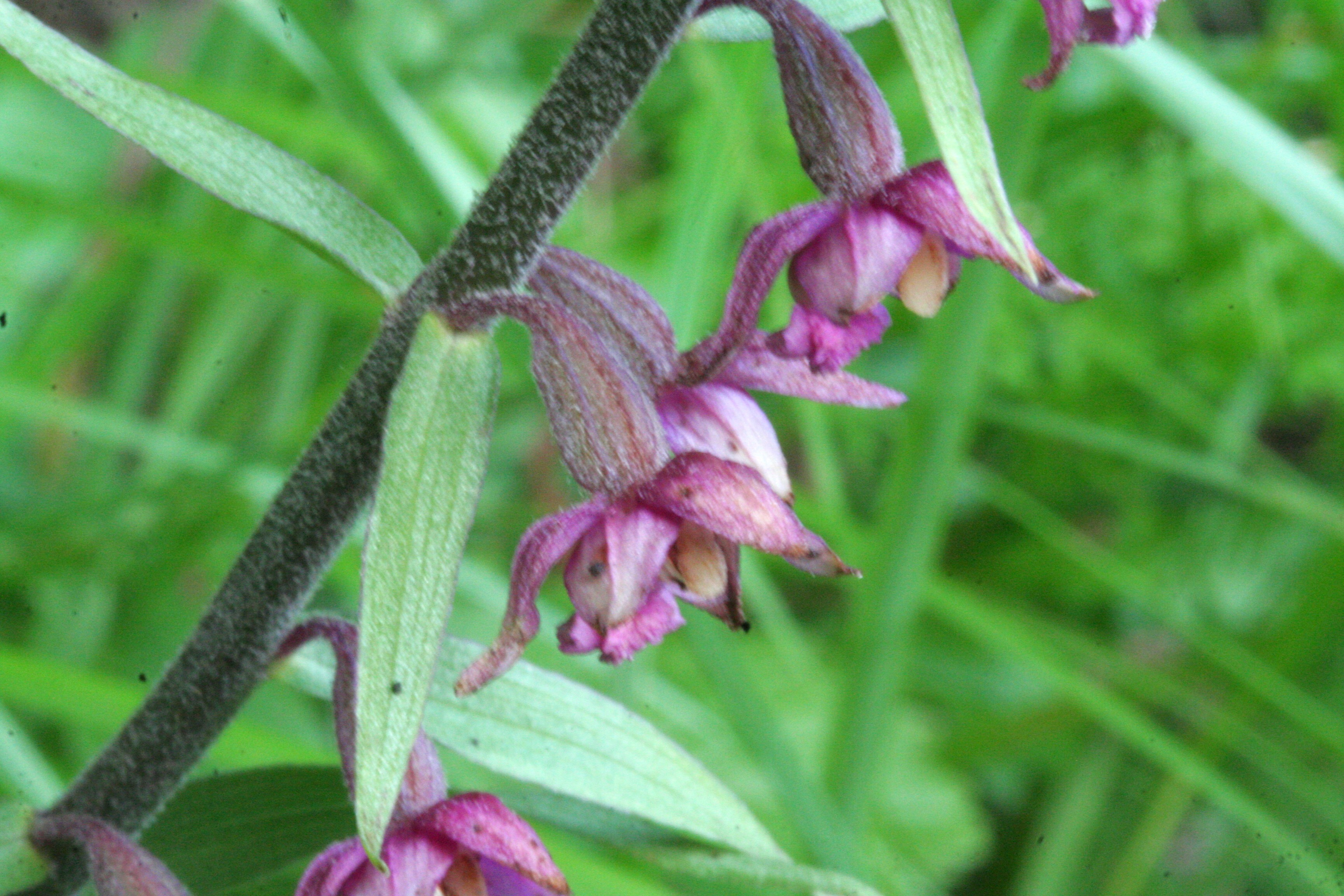
Le brattee. Località: Pranolz, Trichiana (BL), 733 m s.l.m. - 14/07/2008

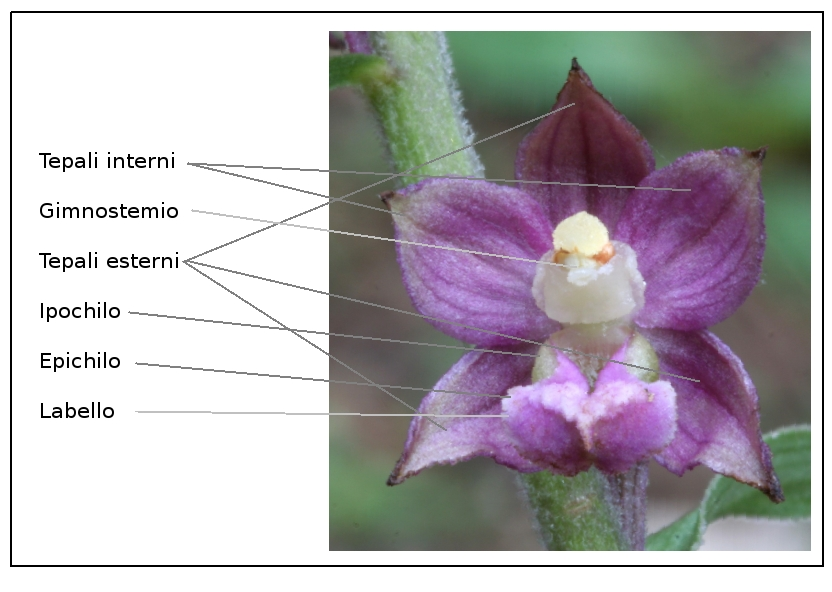
Descrizione del fiore

- Perigonio: il perigonio è composto da 2 verticilli con 3 tepali ciascuno (3 interni e 3 esterni) di forma più o meno lanceolata, liberi e patenti; il primo verticillo (esterno) ha 3 tepali uguali di tipo sepaloide (simili ai sepali del calice del perianzio) con apice acuto e colorati di viola o purpureo all'interno; nel secondo verticillo (interno) il tepalo centrale (chiamato “labello”) è notevolmente più sviluppato degli altri due laterali che si presentano più o meno simili a quelli esterni e anche questi colorati di purpureo o viola. In genere i tepali sono pelosi all'esterno e glabri all'interno. Lunghezza dei tepali: 2 – 3 mm. Lunghezza dei tepali esterni: 4 – 5 mm.
- Labello: il labello è diviso in due sezioni: la porzione posteriore del labello (basale, chiamata ipochilo) è concava e stretta, mentre quella anteriore (apicale, chiamata epichilo) è trigona e si allargata con due increspature di colore roseo. Nel mezzo tra l'ipochilo e l'epichilo è presente una strozzatura. Il labello non è speronato come in altri generi della stessa famiglia, mentre invece possiede due “calli” marrone evidenti e rugosi. La parte nettarifera si trova nel ipochilo. Lunghezza del labello: 4 mm.

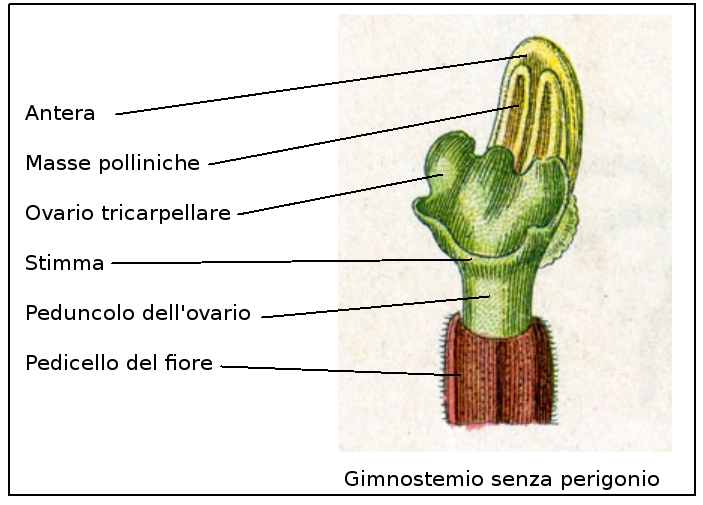
Descrizione del gimnostemio

- Ginostemio: lo stame con la rispettiva antera biloculare è concresciuto con lo stilo e forma una specie di organo colonnare chiamato ginostemio[5]. L'ovario pubescente è infero su un peduncolo a forma arcuata. È inoltre piriforme-globoso (lungo al massimo 2 volte la larghezza) ed è formato da tre carpelli fusi insieme. Il polline è più o meno incoerente ed è conglutinato in due masse cerose polliniche bilobe (una per ogni loculo dell'antera); queste masse sono prive di “caudicole” (filamento di aggancio all'antera).
- Fioritura: da giugno ad agosto.

### Frutti
Il frutto è una capsula a forma ellittica con più coste contenente moltissimi, minuti semi. Anche le capsule, come i fiori, sono orizzontali o pendule.

## Biologia
Queste piante si riproducono tramite impollinazione entomofila (vespe, api e ditteri).

## Distribuzione e habitat
- Geoelemento: il tipo corologico (area di origine) è Europeo - Caucasico.
- Distribuzione: in Italia questa pianta è comune al nord e rara al centro e sud (è assente nelle isole). Sull'arco alpino è diffusa ovunque. Fuori dall'Italia, sui rilievi montani europei si trovano sui Pirenei, Massiccio Centrale, Massiccio del Giura, Foresta Nera, Carpazi e Monti Balcani.
- Habitat: l'habitat tipico sono i macereti (ghiaioni e pietraie), i prati aridi (praterie rase, prati e pascoli dal piano collinare a quello subalpino) e le boscaglie (soprattutto schiarite forestali); ma anche arbusteti meso-termofili, pinete, gineprai e faggete. Il substrato preferito è calcareo oppure calcareo-siliceo con terreno a pH basico, bassi valori nutrizionali e mediamente secco. L'"Elleborina violacea" viene considerata una “specie pioniere”, che per prima si installa in aree incolte, argini stradali, rifiuti e discariche.
- Distribuzione altudinale: sui rilievi queste piante si possono trovare fino a 2.000 m s.l.m.; frequentano quindi i seguenti piani vegetazionali: collinare, montano e subalpino.

### Fitosociologia
Dal punto di vista fitosociologico la specie di questa scheda appartiene alla seguente comunità vegetale:
Formazione: comunità forestali
Classe: Erico-Pinetea
oppure:
Formazione: comunità forestali
Classe: Vaccinio-Piceetea

## Tassonomia
Le Orchidaceae sono una delle famiglie più vaste della divisione tassonomica delle Angiosperme; comprende 788 generi e più di 18500 specie. Il genere Epipactis comprende circa 70 specie diffuse in Europa, in Asia e in America, delle quali meno di una decina sono spontanee della nostra flora. Epipactis insieme al genere Cephalanthera appartiene alla tribù delle Neottieae, una delle quattro tribù nelle quali la famiglia delle Orchidacee è stata suddivisa (relativamente alle specie spontanee dell'Italia).
Il Sistema Cronquist assegna la famiglia delle Orchidacee all'ordine Orchidales mentre la moderna classificazione APG la colloca nel nuovo ordine delle Asparagales. Sempre in base alla classificazione APG sono cambiati anche i livelli superiori (vedi tabella iniziale).

### Ibridi
Nell'elenco che segue sono indicati alcuni ibridi interspecifici (non tutti i botanici riconoscono questi ibridi come validi):
- Epipactis ×capellonensis – Ibrido fra: E. atrorubens e E. latina
- Epipactis ×cardonneae – Ibrido fra: E. atrorubens e E. kleinii
- Epipactis ×graberi A. Camus (1929) – Ibrido fra: E.atrorubens e E. microphylla
- Epipactis ×heterogama M. Bayer (1986) – Ibrido fra: E. atrorubens e E. muelleri
- Epipactis ×pupplingensis K. Boll. (1968) – Ibrido fra: E. atrorubens e E. palustris
- Epipactis ×robatschii Gévaudan & P. Delforge – Ibrido fra: E. bugacensis e E. atrorubens subsp. borbasii
- Epipactis ×schmalhausenii K. Richter (1890) – Ibrido fra: E. atrorubens e E. helleborine subsp. helleborine
- Epipactis atrorubens × E. tremolsii

### Sinonimi
La specie di questa scheda ha avuto nel tempo diverse nomenclature. L'elenco che segue indica alcuni tra i sinonimi più frequenti:
- Epipactis latifolia var. atrorubens (Hoffm.) Irmish (1842)
- Helleborine atrorubens (Hoffm.) Druce (1905)
- Serapias latifolia Hoffm. (1804) (basionimo)
- Serapias atrorubens Hoffmann (Bernh.) (1806)

### Specie simili
In genere tutte le Epipactis sono abbastanza simili nella forma del fiore. Qui ricordiamo alcune specie quali: 
- Epipactis muelleri Godfery (sinonimo E. helleborine (L.) Crantz) – Eleborina di Mueller: i fiori sono in prevalenza verdastri.
- Epipactis microphylla (Ehrh.) Swartz. - Elleborina minore: è una specie con poche e piccole foglie.
- Epipactis palustris (L.) Crantz - Elleborina palustre: i fiori sono bruno-purpurei.

## Conservazione
Come tutte le orchidee è una specie protetta e quindi ne è vietata la raccolta e il commercio ai sensi della Convenzione sul commercio internazionale delle specie minacciate di estinzione (CITES).

## Galleria d'immagini

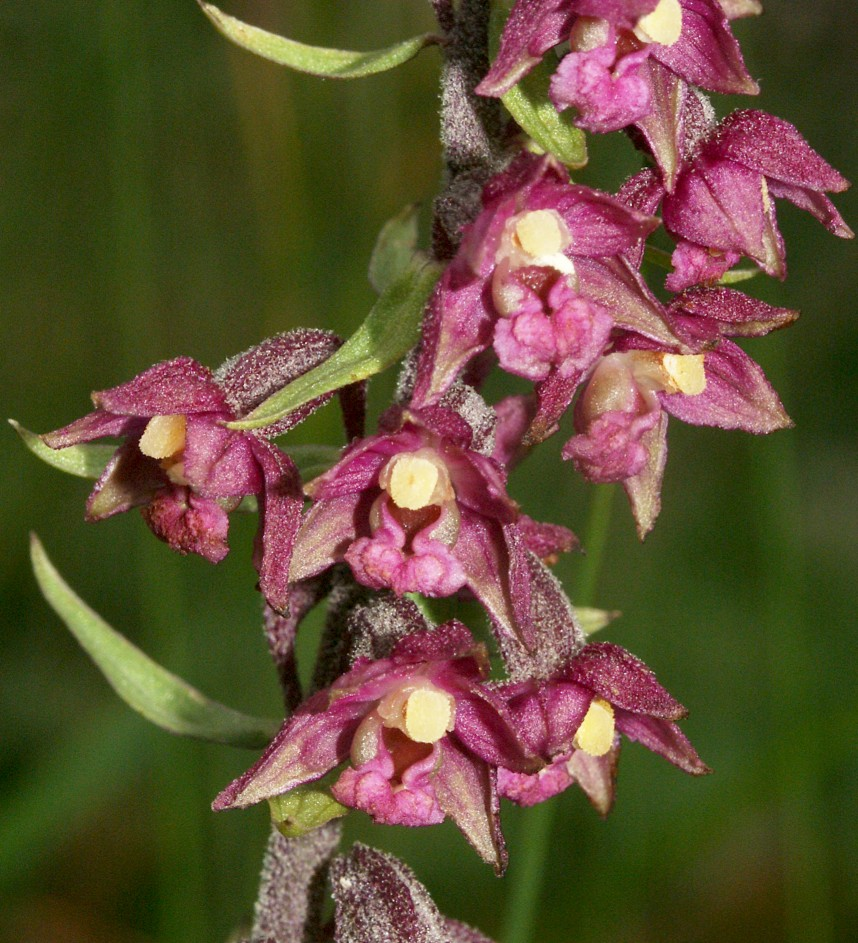
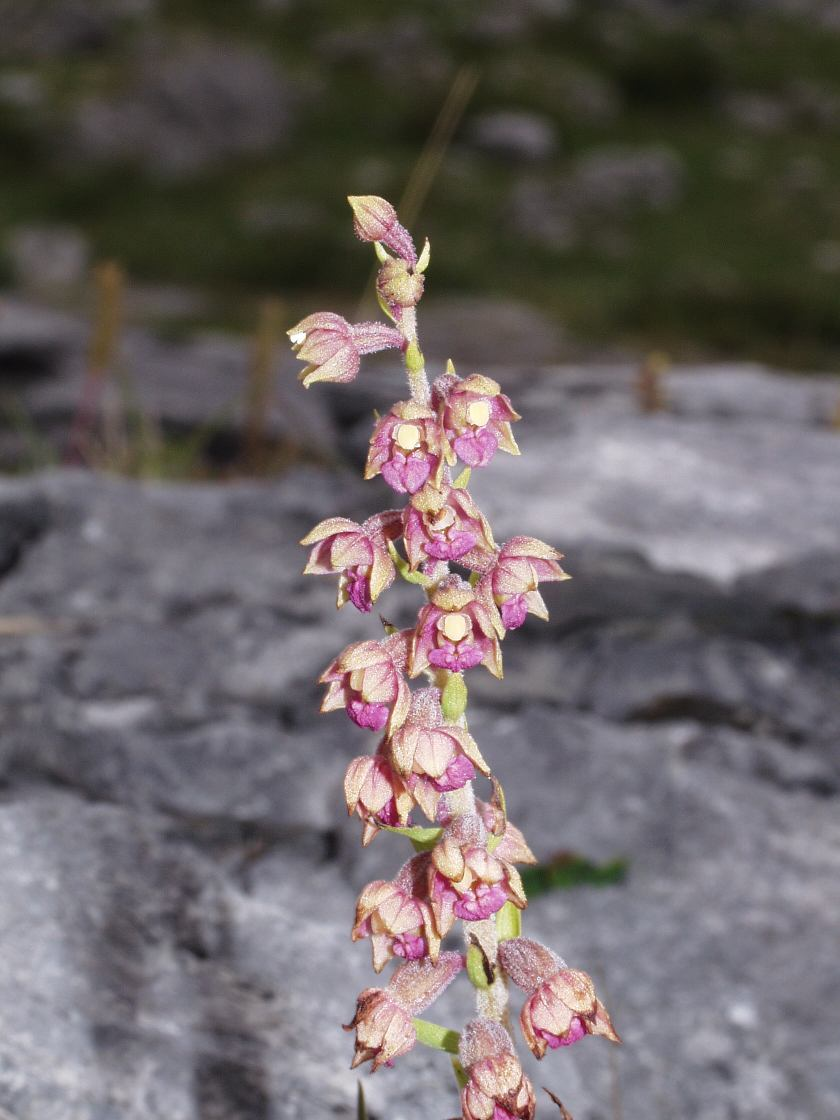
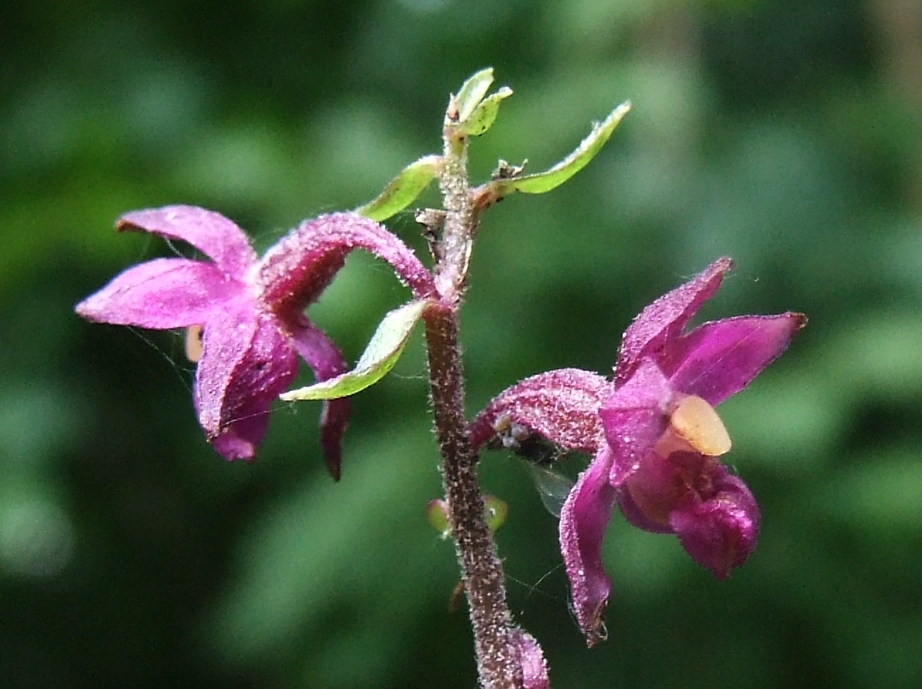
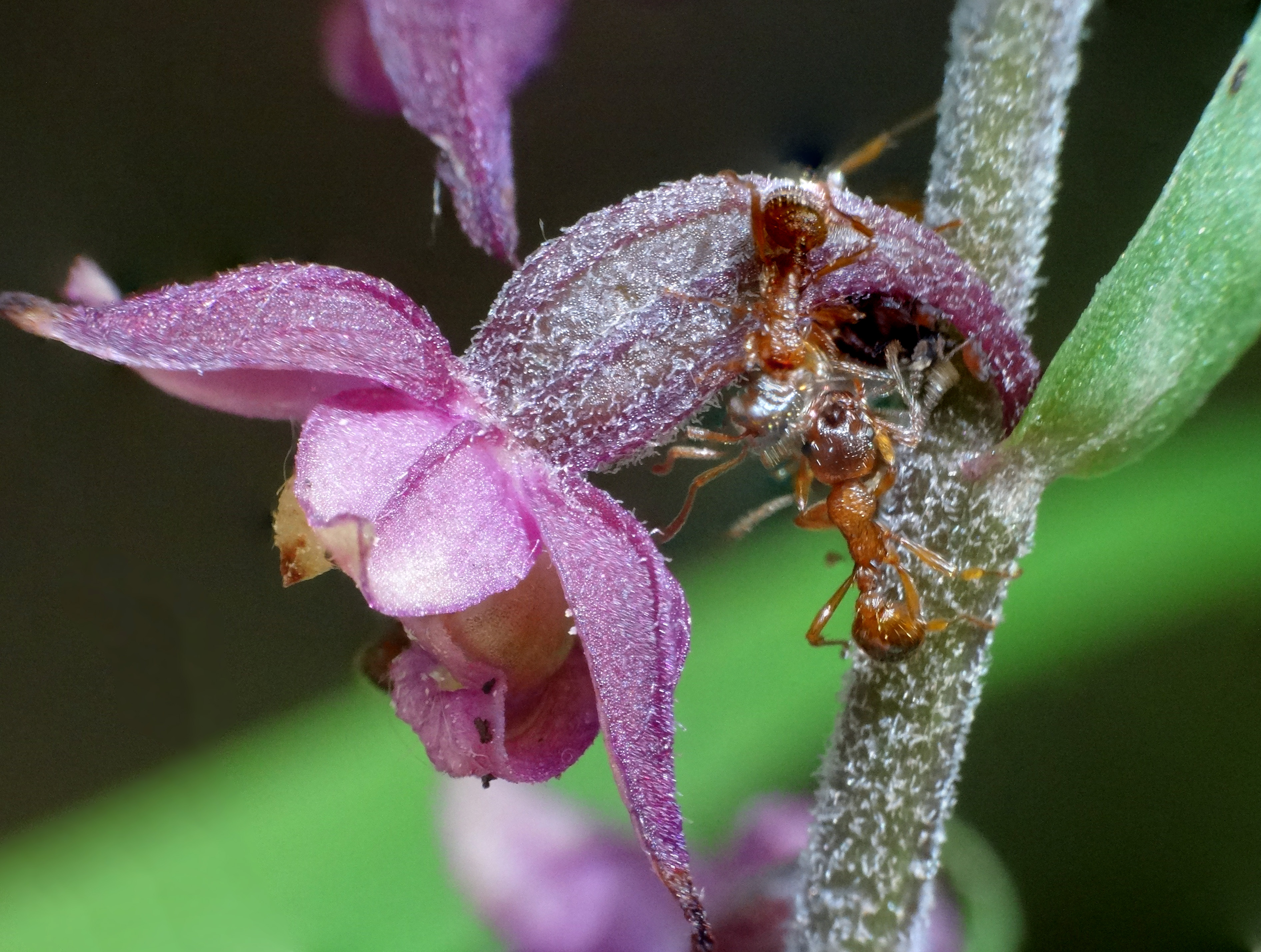
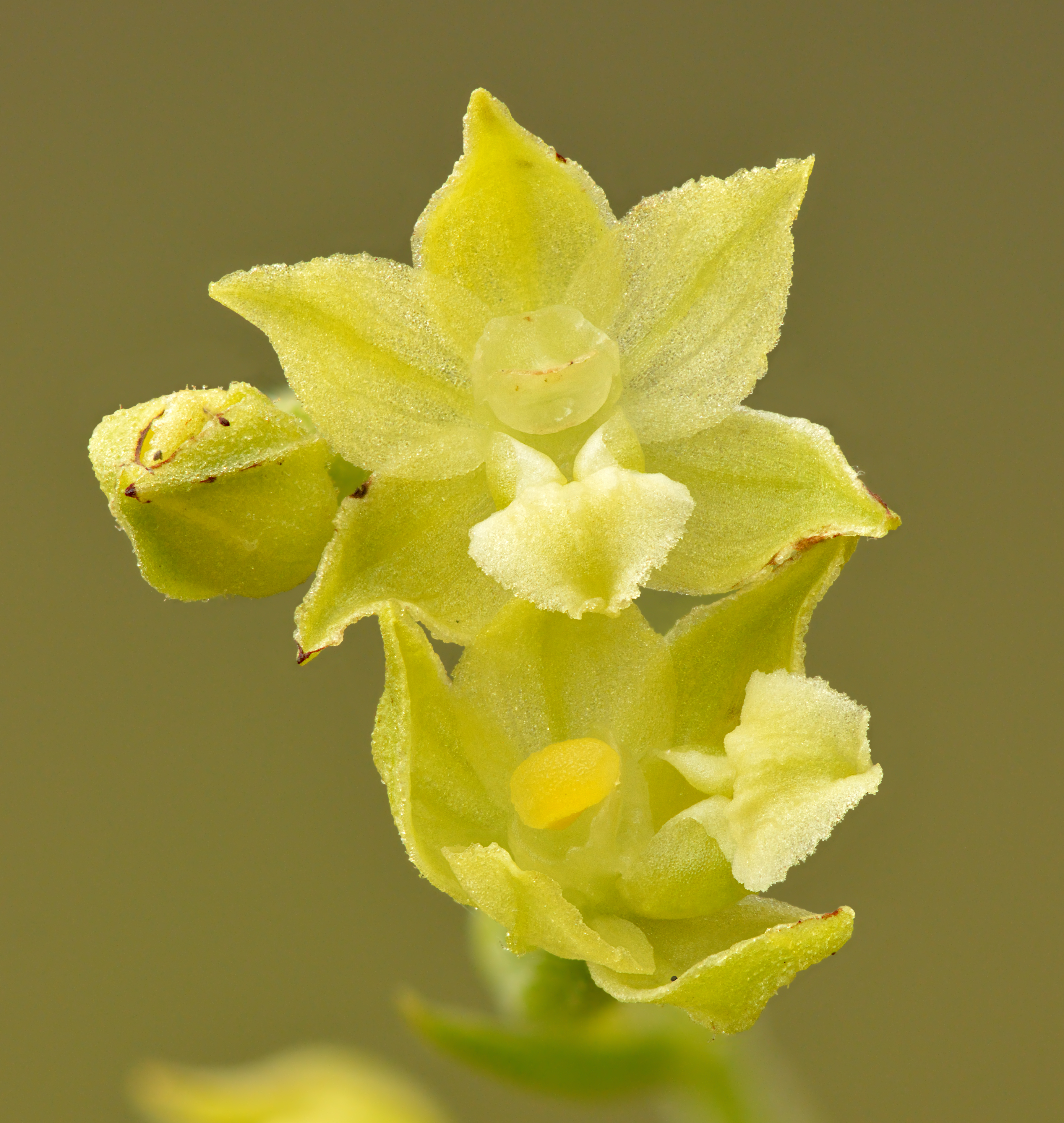